# Pathalgaon
Pathalgaon är en ort i Indien.   Den ligger i distriktet Jashpur och delstaten Chhattisgarh, i den centrala delen av landet, 900 km sydost om huvudstaden New Delhi. Pathalgaon ligger 573 meter över havet och antalet invånare är 15 394.
Terrängen runt Pathalgaon är platt. Runt Pathalgaon är det ganska tätbefolkat, med 192 invånare per kvadratkilometer. Det finns inga andra samhällen i närheten. Trakten runt Pathalgaon består till största delen av jordbruksmark.